# Comité National Olympique du Burundi
Das Burundi National Olympic Committee (französisch: Comité National Olympique du Burundi) (IOC-Code: BDI) ist das Nationale Olympische Komitee, das Burundi vertritt.

## Geschichte
Das Nationale Olympische Komitee von Burundi wurde 1990 gegründet und am 1. Januar 1993 vom Internationalen Olympischen Komitee anerkannt. Den Vorsitz des Ausschusses hatte zwischen 2009 und 2017 General Évariste Ndayishimiye inne. Im März 2017 wurde Lydia Nsekera zur Vorsitzenden des Ausschusses gewählt.